# Phiêu lưu ngục tối

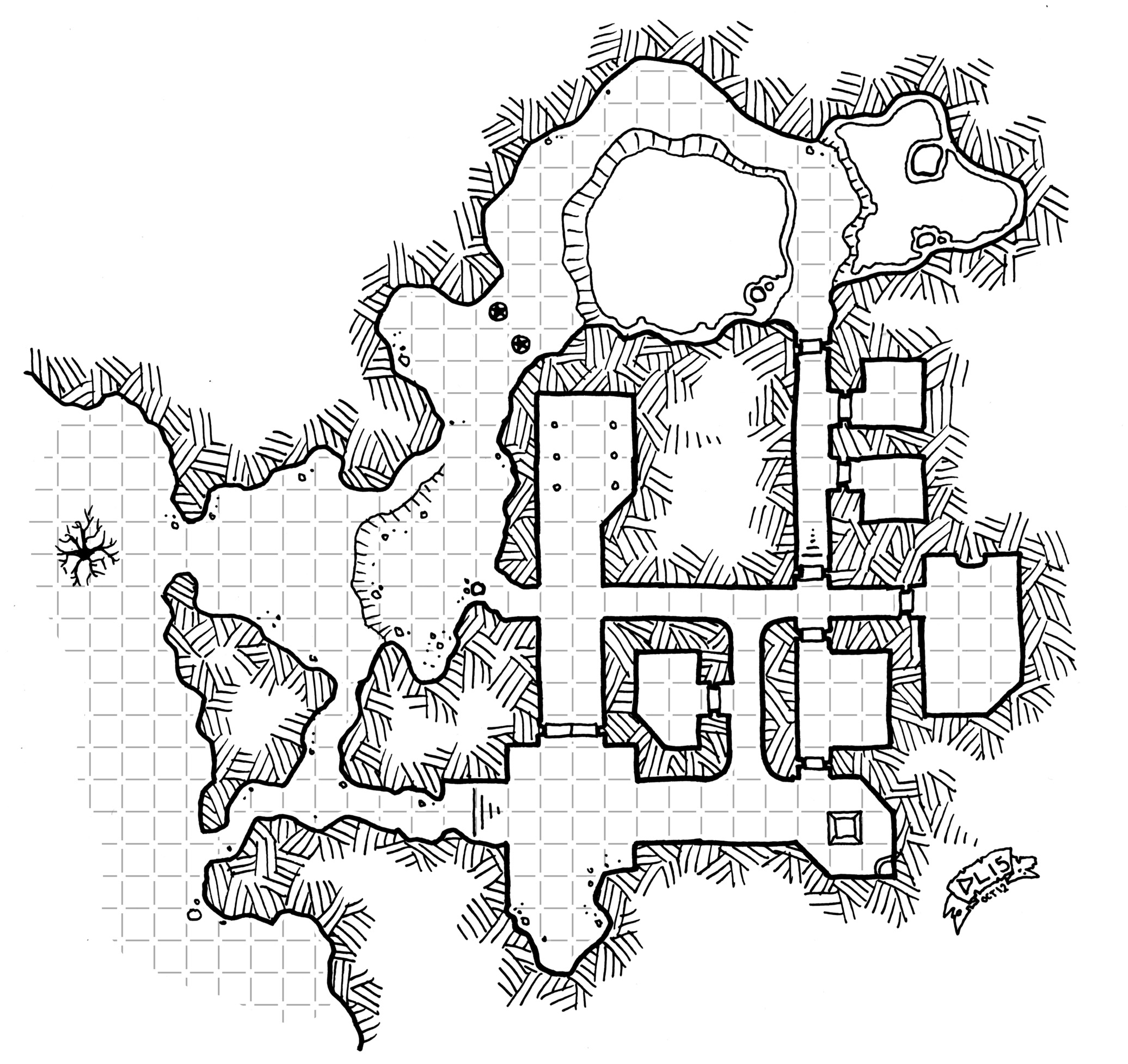
Đây là bản đồ mê cung của Phiêu lưu ngục tối trên máy tính bảng

Phiêu lưu ngục tối là một dạng kịch bản trong các trò chơi nhập vai kỳ ảo mà trong đó nhân vật chính phải di chuyển trong môi trường mê cung, chiến đấu với nhiều quái vật, và nhặt bất cứ loại kho báu nào mà họ có thể tìm thấy. Vì tính chất đơn giản như vậy, phiêu lưu dungeon có thể rất dễ dàng vượt qua bởi một cao thủ trò chơi để chuyển đến những màn phiêu lưu phức tạp hơn, trong khi phong cách chơi "chặt và chém" lại được đánh giá cao bởi những người chơi chú trọng đến tính hành động và chiến đấu. Trong tiếng Anh, thuật ngữ riêng cho loại trò chơi này là dungeon crawl, có thể được sử dụng theo nghĩa khinh thường, bởi vì thám hiểm hang động thường thiếu một cốt truyện có ý nghĩa hay nhất quán về logic. Ví dụ trong trò chơi nhại lại Munchkin nói về "bản chất của trải nghiệm trong hang động... Giết quái, lấy tiền và chém bạn bè." Trò chơi phiêu lưu dungeon đầu tiên trên máy tính là pedit5, phát triển năm 1975 bởi Rusty Rutherford trên hệ thống giáo dục tương tác PLATO có trụ sỏ ở Urbana, Illinois, Hoa Kỳ. Mặc dù trò chơi này đã nhanh chóng bị xóa khỏi hệ thống, một số game giống như nó đã xuất hiện, bao gồm dnd và Moria.